# Pasquale Bini
Pasquale Bini (* 21. Juni 1716 in Pesaro; † im April 1770 ebenda) war ein italienischer Geiger und Komponist des Spätbarock und der Vorklassik.

## Leben und Wirken
Pasquale Bini, der auch unter dem Pseudonym Pasqualino bekannt wurde, stand ab dem 15. Lebensjahr unter der Protektion des Kardinals Fabio Olivieri, dieser ermöglichte es dem jungen Bini, von 1731 bis 1735 bei Giuseppe Tartini zu studieren. Danach trat Bini in den Dienst des Kardinals und zog nach Rom, wo 1738 ein gemeinsamer Auftritt mit Giovanni Bononcini bekannt wurde. Nach dem Tod des Kardinals kehrte Bini 1738 nach Padua zurück, um bei Tartini dessen neuen cantablen Stil zu erlernen. Danach war er bis 1747 Musiker am Hofe des Kardinals Troiano Acquaviva d'Aragona (1695–1747). Von 1747 bis 1753 war er in seiner Heimatstadt Pesaro tätig, wo er zur Karnevalszeit 1753 eine Opernaufführung leitete. Ab dem 1. März 1754 hatte Bini eine Anstellung mit einem Gehalt von 400 Dukaten, als „Direttore dei concerti e compositore di camera“, beim Herzog Carl Eugen von Württemberg in Stuttgart. Bini gab diese Stelle 1759 auf, um endgültig in seine Heimatstadt zurückzukehren.
Im Stil seiner Kompositionen hält sich Bini an das cantable Vorbild seines Lehrers Tartini. Wegen der Beherrschung seines Instrumentes in den schnellen Sätzen nannte ihn Charles de Brosses „le Guignon d'Italie“ (Jean-Pierre Guignon). François-Joseph Fétis kolportierte ein Gerücht, dass der bedeutende Geiger Antonio Montanari vor Gram gestorben sei, nachdem er Binis virtuoses Spiel gehört hatte.

## Werke (Auswahl)
- 3 Concerti für Solovioline, 2 Violinen, Viola und Bass
- 5 Duette für 2 Violinen
- 6 Sonaten für Violine und B. c.
- 2 Sonaten für Violine und B. c.
- Sonate für Cembalo in D-Dur
- Concerto für Solovioline und Streicher